# Verrières-le-Buisson
Verrières-le-Buisson település Franciaországban, Essonne megyében. Lakosainak száma 14 772 fő (2022. január 1.). Verrières-le-Buisson Châtenay-Malabry, Antony, Bièvres, Igny és Massy községekkel határos.

## Népesség
A település népessége az elmúlt években az alábbi módon változott:
| Lakosok száma | 15 709 | 15 592 | 15 857 | 15 242 | 14 941 | 14 888 | 14 602 | 14 597 | 14 772 |
|               | 2013   | 2015   | 2016   | 2017   | 2018   | 2019   | 2020   | 2021   | 2022   |